# Big Boss Circus
 (juillet 2025).
Motif : Absence de sources
- Archive Wikiwix
- Bing
- Cairn
- DuckDuckGo
- E. Universalis
- Gallica
- Google
- G. Books
- G. News
- G. Scholar
- Persée
- Qwant
- (zh) Baidu
- (ru) Yandex
- (wd) trouver des œuvres sur Wikidata

| 1. | Préciser le motif de la pose du bandeau. | Précisez le motif de la pose du bandeau en utilisant la syntaxe suivante : {{admissibilité à vérifier\|date=juillet 2025\|motif=remplacez ce texte par le motif}}                    |
| 2. | Informer les utilisateurs concernés.     | Pensez à avertir le créateur de l'article, par exemple, en insérant le code ci-dessous sur sa page de discussion : {{subst:avertissement admissibilité à vérifier\|Big Boss Circus}} |

Big Boss Circus est une série de bande dessinée créée en 1974 par Watch dans le no 1884 du journal Spirou.

## Publication

### Revues
- Au pays des cinoques, publiée pour la première fois au no 1884 (le 23 mai 1974) du journal Spirou.
- L'Enlèvement de Mammouth, publiée pour la première fois au no 1888 (le 20 juin 1974) du journal Spirou.
- Le Collectionneur d'indigènes, publiée pour la première fois au no 1902 (le 26 septembre 1974) au no 1904 (le 10 octobre 1974) du journal Spirou.
- Bolastad, publiée pour la première fois au no 1945 (le 24 juillet 1975) au no 1951 (le 4 septembre 1975) du journal Spirou.